# Gustavo Lara
Gustavo Lara Sosa (Veracruz, Veracruz de Ignacio de la Llave 22 de marzo de 1971) es un cantautor mexicano. Conocido por canciones como «Princesa» y «A la sombra de los ángeles».
Ha lanzado en el mercado mexicano 8 producciones discográficas, su primera producción homónima fue reeditada. 

## BIografía
Desde los 16 años comienza a cantar en diferentes grupos e interpretando diferentes géneros musicales. A los 19 años es corista y percusionista de Pedro Fernández.
En 1996 lanza su primera producción Gustavo Lara, bajo el sello BMG Ariola, donde se escuchan «A la sombra de los ángeles», «Aliento con aliento», «Princesa» y «Por qué será». En Ecuador obtiene su primer disco de oro por las altas ventas, reeditada con el nombre «A la sombra de los ángeles». De su segunda producción Pequeña historia, se desprendieron los sencillos «Te me vas», «Por volverte a amar» y «Por volver» en 1998. De su tercera producción discográfica Viaje al corazón se desprendieron los sencillos «Qué te ha dado él» y «Si fueses mía». Y de su cuarta y última producción, ya con Sony Music México, sólo se escuchó «Que hago conmigo» del álbum GL de 2001, después es pausado artísticamente por su disquera.
Compositor de temas interpretados por artistas de diversos géneros, tales como Alacranes Musical, Víctor García, Liberación, El Poder del Norte, Palomo, Miguel Ángel Chapital, Vagón Chicano y Los Socios del Ritmo.
Para 2009 realiza la promoción de su disco independiente Con v de vuelta del cual se desprende el sencillo con el mismo nombre.
En 2014, lanza su sexta producción No vuelvas a pararte frente a mi, mismo nombre del 1.er sencillo en coautoria con Mario Molina Avilés; Lara retoma la balada clásica con un sonido actual. La producción contiene 10 temas y un track oculto, temas inéditos y 2 covers como «Hazme olvidarla» de Álvaro Torres y «Bendita la luz» de Maná, 2 nuevas versiones del tema «Princesa» en salsa y pop y baladas grandes como «Yo soy el hombre». La producción es del mismo y trabajó con 4 productores musicales como Iván Rodríguez, Víctor Canseco, Fernando Figueroa y Joaquín López Solís.
En 2016 participó en el reality show La voz México en la quinta edición para Televisa, siendo seleccionado por la cantante Gloria Trevi, audicionó con el tema «Princesa». Llegó hasta semifinales, compartió participación con cantantes como Laura Caro quien también resultó eliminada.
Para 2018 lanza el disco Hablame de ti y en 2020 ofrece un concierto en línea debido a la pandemia de COVID-19 en México.
En 2021 lanza su producción discográfica titulada 8. Ese mismo año contrae matrimonio con la modelo Corina Viteri. Graba el videoclip Estimado Idiota junto con Ernesto D'Alessio.
En el año 2022 presenta la gira Momentum Acústico, donde también invitó a Ernesto D'Alessio.
En 2025 presenta el espectáculo Íconos junto con Pablo Ruiz, Claudio Yarto y Cox.

## Discografía

### Álbumes de estudio
- Gustavo Lara (1996)
- A la sombra de los ángeles (1996) (Reedición)
- Pequeña historia (1999)
- Viaje al corazón (1998)
- GL (2001)
- Con v de vuelta (2009)
- No vuelvas a pararte frente a mi (2014)
- Háblame de ti (2018)
- 8 (2021)

### Sencillos y EP
- Amigo ayúdame (2018)
- Somos novios (2019)
- Porque tú (2020)
- Por volverte a amar (2020)
- Basta (2021)
- Gustavo Lara (En vivo) (2021)
- Mujer (2023)